# Magna Charta Libertatum
Magna Charta Libertatum (lub Magna Carta), czyli Wielka Karta Swobód lub Wielka Karta Wolności (ang. The Great Charter) – akt wydany w Anglii 15 czerwca 1215 przez króla Jana bez Ziemi pod naciskiem możnowładztwa, wzburzonego królewską samowolą i uciskiem podatkowym. Formalnie była przywilejem mającym równocześnie znamiona umowy między królem a jego wasalami. Ograniczała władzę monarszą, głównie w dziedzinie skarbowej (nakładanie podatków za zgodą rady królestwa) i sądowej (zakaz więzienia lub karania bez wyroku sądowego), określając uprawnienia baronów, duchowieństwa i zakres swobód klas niższych. 

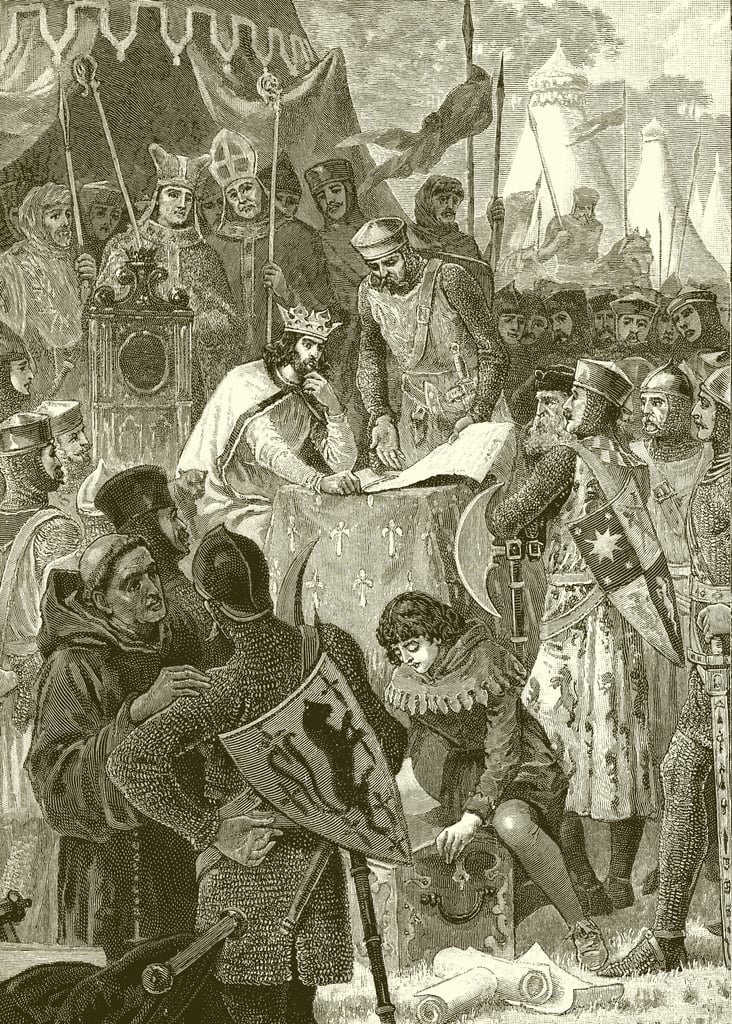
Król Jan podpisuje Wielką Kartę Swobód (rycina z pocz. XX w.)

Wielka Karta Swobód przyznawała feudałom prawo oporu przeciwko królowi w razie naruszenia przez niego praw w niej zawartych. 
Najważniejsze postanowienia Karty:
- art. 12 – stanowił, że dla nałożenia tarczowego (scutagium)[1] i zasiłków lennych (auxilium) król powinien uzyskać zgodę Rady Królestwa
- art. 13 – ustanawiał przywileje dla miast i potwierdzał nadanie wcześniejszego przywileju Londynowi
- art. 14 – podawał skład Rady Królewskiej, zgodnie z nim złożonej m.in. z feudałów oraz lenników króla
- art. 21 – gwarantował, że hrabiowie i baronowie mogą być sądzeni tylko przez sąd "równych sobie"
- art. 28 – dozwalał urzędnikom królewskim dokonywania rekwizycji tylko za rekompensatą
- art. 35 – gwarantował jednolite miary i wagi w całym królestwie
- art. 38 – zabraniał stawiania przed sądem bez powołania godnych zaufania świadków
- art. 39 – gwarantował wolność osobistą – król nie mógł aresztować poddanego bez wyroku sądowego ani odebrać mu majątku
- art. 40 – zabraniał królowi "sprzedawania, zaprzeczania lub odraczania komukolwiek prawa i wymiaru sprawiedliwości".
- art. 41 i następny – gwarantował swobodę handlu, z zastrzeżeniami wynikającymi ze stanu wojny
- art. 45 – sędziów, konstabli, szeryfów i baliwów król miał mianować "tylko spośród takich ludzi, którym znane są prawa królestwa i którzy sumiennie zechcą ich przestrzegać"
- art. 51 – nakazywał królowi bezzwłocznie zrezygnować z zaciągania cudzoziemskich wojsk
- art. 52 – zobowiązywał króla do restytucji dóbr zajętych wbrew postanowieniom Karty
- art. 60 – zobowiązywał lenników króla do przestrzegania wobec ich poddanych swobód gwarantowanych przez Kartę
- art. 61 – formułował sankcje za nieprzestrzeganie przez króla postanowień Karty. Zgodnie z nim istniała komisja 25 baronów, z których czterech udawało się w delegację do króla, informując go o złamaniu artykułów. Jeżeli król w ciągu 40 dni nie dostosowywał się do petycji baronów, ci kierowali się do justycjariusza. Jeżeli król nadal się sprzeciwiał, baronowie mogli wezwać lud do zniesienia króla z tronu.
- art. 62 – ogłaszał amnestię dla zbuntowanych przeciw królowi (który to bunt doprowadził do nadania Karty).
- art. 63 – gwarantował trwałe obowiązywanie swobód "wszędzie i po wsze czasy" oraz nakazywał zaprzysiężenie przez obie strony.

Artykuły 12, 14 i 61 zostały później kilkakrotnie potwierdzone przez Radę Regencyjną. Magna Carta w XIII–XIV wieku była wielokrotnie potwierdzana, a w XVII wieku stała się argumentem w walce o prawa parlamentu. Do dziś w ustawodawstwie anglosaskim Wielka Karta Swobód uznawana jest za fundament porządku konstytucyjnego i gwarancję wolności obywatelskich, a także za początek demokracji brytyjskiej.
Dość liczni teoretycy praw człowieka ich genezy szukają w Wielkiej Karcie Swobód, ale trzeba pamiętać, że dokument ten nie zna kategorii "człowiek", dzieląc ludzi na arystokrację (hrabiowie i baronowie), duchownych, wolnych i niewolnych (art. 20, 21, 22, 30, 34, 39), a także ograniczając prawne możliwości składania zeznań przez kobiety (art. 54), czyli nie przyznając im w pełni praw ludzkich. To, co współcześnie określa się mianem praw człowieka, według Karty przysługiwało tylko wyższym stanom społecznym, złożonym z ludzi wolnych.
Wielką Kartę Swobód podpisano na Runnymede – łące nad Tamizą, usytuowanej w hrabstwie Surrey, w odległości ok. 6 km od Windsoru i 32 km od Londynu.
W roku 2009 Wielka Karta Swobód została wpisana na listę UNESCO Pamięć Świata.